# Noegus fulvocristatus
Noegus fulvocristatus là một loài nhện trong họ Salticidae.
Loài này thuộc chi Noegus. Noegus fulvocristatus được Eugène Simon miêu tả năm 1900.